# The Virgin Queen (miniserie televisiva)
The Virgin Queen è una miniserie televisiva britannica realizzata dalla BBC nel 2005 per non avere problemi con una produzione simile (Elizabeth I). In Italia è stato trasmesso su Hallmark Channel il 24 e il 25 giugno 2006.

## Trama
Narra della vita della regina Elisabetta I, ascesa al trono e amore (con Robert Dudley).